# Yeha
Yeha, Jeha (ge`ez: ይሐ yiḥa) – miejscowość w północnej Etiopii, w regionie Tigraj, usytuowana ok. 25 km od nowoczesnego centrum miasta Adua. Największy obszar archeologiczny z epoki brązu.

## Historyczne okresy miasta
- I okres Jeha: VIII – VII wiek p.n.e. Powstają pierwsze elementy późniejszego pałacu Grat Be`al Gebri oraz mała świątynia, na miejscu której później powstanie Wielka Świątynia.
- II okres Jeha: VII – V wiek  p.n.e. Wielka Świątynia, poświęcona Almaqahowi[1], bogowi księżyca, oraz pałac Grat Be`al Geri są w ciągłej budowie. Rozpoczęto tworzenie elitarnego cmentarza w Daro Mikael.
- III okres Jeha:  ostatnie tysiąclecie p.n.e. Ostatni etap budowy w Grat Be`al Geri. Powstają grobowce T5 i T6 w Daro Mikael.

## Wpływy arabskie
Dziewiętnaście fragmentów inskrypcji na kamiennych tabliczkach w języku arabskim, ołtarze i pieczęcie w tym języku wskazywałby, iż w III okresie Jeha miało już żywe kontakty z Jemenem. Mimo to badacze twierdzą, że ceramiki południowej Arabii tworzą taką mniejszość w Jeha jak i całej Etiopii, że trudno mówić już tutaj o permanentnej obecności Jemeńczyków.

## Zabytki
W Jeha zachowały się  pozostałości wczesnoetiopskiego ośrodka kultowego z okresu sabejsko-aksumskiego. Najistotniejszym zabytkiem są ruiny świątyni, której mury wzniesione były z regularnych, starannie obrobionych ciosów. Świątynia ta zbudowana była  na prostokątnym planie o wymiarach 20x15 metrów, na charakterystycznym schodkowym cokole. Jej mury jeszcze dziś mają ok. 12 metrów wysokości. Niestety ściana zachodnia została w dużej części rozebrana, a ponadto brakuje też pierwotnego zwieńczenia murów. Przed  budowlą piętrzy się surowy, kamienny monolit z ofiarnym ołtarzem.
Na miejscu innej budowli powstał w VI w. kościół chrześcijański. W murach dzisiejszego kościoła umieszczony został fragment reliefowego fryzu z motywem stylizowanych głów kozłów górskich, pochodzących z okresu sabejskiego. W trakcie wykopalisk odkryto w pobliżu komory grobowe.